# Бергенський швидкісний трамвай
Бергенський швидкісний трамвай (норв. Bybanen) — система легкорейкового транспорту в Бергені, Норвегія. Проект трамвая складався з двох етапів, що містили створення лінії з двадцяти станцій між центром міста і торговим центром Лагунен.
Перші плани будівництва почали з'являтися в 1970-х роках після закриття в 1965 році Бергенського трамвая. Початкова ідея будівництва метрополітену була відхилена і лише в 1990-х роках було запропоновано створення лінії швидкісного трамвая, а рішення про початок її спорудження прийнято в 2005 році. Перша ділянка швидкісного трамвая була побудована завдяки зусиллям місцевого муніципалітету, фінансовій підтримці з боку держави і платній кільцевій автодорозі міста. Права на власність, експлуатацію, подальше розширення і транспортні засоби належать окружному муніципалітету Гордаланн через його дочірню компанію Bybanen AS. У період з 2010 по 2017 роки лінія та її 20 трамваїв Stadler Variobahn будуть обслуговуватися підприємством «Fjord Partner».
Хронологія відкриття дільниць
| Дата           | Дистанція                                | Кіл-сть станцій | довжина дільниці |
| -------------- | ---------------------------------------- | --------------- | ---------------- |
| 22 червня 2010 | «Бюпаркен» — «Несстун»                   | 15              | 9,8 км           |
| 21 червня 2013 | «Несстун» — «Лагунен»                    | 5               | 3,6 км           |
| 15 серпня 2016 | «Лагунен» — «Біркеланншифтет»            | 5               | 4,8 км           |
| 22 квітня 2017 | «Біркеланншифтет» — Бергенський аеропорт | 2               | 2,0 км           |